# Нікколо Піццоло
Нікколо Піццоло або Нікколо ді Джованні да Вілла Ганцерла (італ. Niccolò di Pietro da Villaganzerla, прозваний Pìzzolo (або Pìzolo); 1421, Падуя — 1453, там же) — італійський художник і скульптор, представник падуанської школи.

## Біографія
Нікколо Піццоло був сином П'єтро Джованні та Вілла Ганцерла, глашатай падуанської комуни. Він народився у 1421 році у самій Падуї або у сільській місцевості поблизу цього міста — у містечку Вілла Ганцерла (на південь від Віченци, поряд з Падуєю). «Піццоло» — прізвисько, а не прізвище, або за те, що він був наймолодшим серед дітей у сім'ї, а за припущенням Наталії Ніколаєвої, ще й за низький зріст. Старший брат Нікколо, Джованні Джерардіно, народився до 1406 року. Можливо, різниця у віці з Нікколо (близько п'ятнадцяти років) є причиною прізвиська художника.
Відповідно до бажання батьків він мав стати ченцем, але індивідуальність юнака мало відповідала його майбутньому покликанню. Він часто вплутувався в бійки, любив зброю та відкрито демонстрував її за будь-якої нагоди. У сімнадцять років він опинився у в'язниці, де був підданий тортурам.
Піццоло був не лише художником, а й торговцем. В одному з документів він позначений як «живописець і торговець» (лат. «pictor publicus mercator»). Італійський мистецтвознавець Дж. Фьокко припустив, що Піццоло був пов'язаний з майстернею свого старшого брата, Джерардіно, який був власником майстерні ганчірника та кравецької справи. Живописом Піццоло захопився рано, він працював помічником Філіппо Ліппі, який знаходився у Падуї у 1434—1437/1438 роках, разом з Ансуіно де Форлі над розписом каплиці палаццо дель Подеста в Падуї (тобто у віці 13-17 років). Його вчителем італійський історик XVI століття Бернардіно Скардеоне називав падуанського художника Франческо Скварчоне, проте це твердження Джузеппе Фьокко ставив під сумнів, вважаючи, що навчання у Філіппо Ліппі було для Піццоло цілком достатньо для опанування професією. З усім тим, контакти Скварчоне та Піццоло у подальшому безперечні. Зокрема, Скварчоне у 1441 році запросили в Падую для оцінки вартості виконаних Піццоло робіт, а у 1450 році Скварчоне та Піццоло разом виступали на судовому засіданні з приводу встановлення реального розміру розписів, виконаних померлим на той час Джованні Д'Алменья у каплиці Оветарі. Вже у віці 20 років Піццоло почав працювати самостійно.
Є свідчення про ранні картини Піццоло у Падуї та Монтеортоні. З 1446 року Піццоло працював зі скульптором Донателло над рельєфами для вівтаря Санто в базиліці Святого Антонія. З квітня до липня 1447 року у документах згадуються платежі Донателло у виконанні Піццоло ескізу ангела. У документах із виплати грошей за це замовлення Піццоло названо «майстром», як і Донателло. Робота над замовленням тривала аж до смерті Піццоло.
З літа 1448 року Нікколо Піццоло співпрацював з Андреа Мантеньей в розписі каплиці Оветарі. Про це свідчить документ про отримання двома групами художників завдатку за виконання цього замовлення розміром у 50 дукатів. Звід, праву стіну та вхідну арку доручили покрити фресками венеційським художникам Джованні Д'Алеманья та Антоніо Віваріні. Розписи лівої стіни, апсиди та теракотовий вівтар мали виконати падуанці Андреа Мантенья та Нікколо Піццоло. При цьому саме Піццоло був професіонал, що вже склався. Мантіньї було всього сімнадцять років і навіть документи за нього підписував старший брат Томмазо. Закінчення робіт було визначено на грудень 1450 року, але вони затяглися до початку 1457 року, виконавці змінювалися. Джованні д'Алеманья та Антоніо Віваріні розписали лише склепіння. У 1450 році Джованні д'Алеманья помер, а Віваріні відмовився виконувати замовлення. Між падуанськими майстрами ж не було порозуміння. Через рік після початку роботи в каплиці Оветарі виник конфлікт Піццоло з Мантенією через оплату виконаних за цей період робіт. Суперечка була вирішена за допомогою суду, документ з рішенням якого від 27 вересня 1449 року зберігся. Джузеппе Фіокко на основі аналізу цього документа відносив до робіт, які мав виконати Піццоло у каплиці, позолочений теракотовий запрестольний образ, нижню панель арки з історією Святого Якова, що веде до вівтаря, декор піварки праворуч перед галереєю, а також розпис самої галереї. З цього художник на момент смерті зумів здійснити лише третину.
У книзі, де реєструвалися витрати на роботи у каплиці Оветарі, після цього часу ім'я Піццоло з'являється з перервами, остання виплата йому була зроблена 9 червня 1452 року. Ймовірно, після цього він усунувся від виконання замовлення.
Зухвала поведінка та його пристрасть до зброї спричинили появу у Піццоло ворогів. У 1453 році у віці тридцять два або тридцять три роки його убили. Смерть художника за розрахунками дослідників могла відбутися між 13 квітня та 24 листопада.

## Роботи, що збереглися до XX століття
Піццоло в капелі Оветарі працював над фресками із зображеннями Вседержителя та Святого Якова (ці фрески закінчував Мантенья), розписом апсиди (виключно з зображеннями трьох апостолів, над якими працював Мантенья). Безперечна його участь у роботі над сценою «Страта Святого Якова». Він розписав праву частину тріумфальної арки. Йому належать зображення чотирьох отців церкви в апсиді та початок роботи над фрескою «Ассунта» («Піднесення Богородиці», але, ймовірно, закінчував її Мантенья), також він почав композицію «Піднесення Богоматері» та історію Христофора Лікійського, але завершував їх Мантенья. Йому також було доручено закінчити та покрити позолотою теракотовий рельєф для вівтаря, над яким до того моменту на малюнку Нікколо працював Джованні да Піза. Також Вазарі згадує роботу Піццоло над зображенням Бога-отця у каплиці Урбана Префекта.
Нині робляться спроби атрибутувати художнику анонімні рельєфи та картини І половини XV століття. Зокрема йому приписується барельєф із зображенням Мадонни з немовлям та Святого Івана з церкви Святого Сильвестра у парафії Vetrego. Деякі з його барельєфів відображені на фотографіях І половини XX століття: Свята Клара та Святий Франциск Ассізький.

## Особливості творчості
Нікколо Піццоло зумів поєднати готику та ренесансні віяння. Готична декоративність поєднана в нього із ренесансним почуттям повноважності форм реального світу. Елементи готики в його творчості значні — вибагливі вигини стрічок, що обвивають гірлянди, з'єднуються з гостротою складок драпування.
Композиції фресок художника підказувала йому архітектура приміщення. У центральній грані апсиди знаходиться кругле вікно, а бічні грані суцільні. Нікколо зобразив на них такі ж вікна, через які глядач наче заглядає до кабінетів богословів. Художник ретельно виписував предмети на полицях, сторінки рукопису, вигини опор книжкових підставок, застібки книжок, які знаходились у цих приміщеннях.
Художнику не завжди вдавалося впоратися з технічними проблемами зображення. Фігура апостола Павла на його фресці виконана зі спотворенням пропорцій.
На відміну від неспокійного характеру художника його творам властиві впевнений спокій та раціоналізм. «Його людина володіє самосвідомістю і величчю, але в цьому вона не протиставлена світові, вона — прекрасна та досконала, але все-таки одне з безлічі його створінь».

## Доля творчості
Сучасники та нащадки високо оцінювали творчість художника. Джорджо Вазарі стверджував, що велику користь Мантенья отримав через змагання у майстерності
…з падуанцем Нікколо Піццоло. …Якопо Скварчоне отримав замовлення на розпис каплиці Святого Христофора, яка у церкві августинських братів-пустельників у Падуї, та доручів її вищеназваному Нікколо Піццоло й Андреа. Нікколо написав у ній Бога-отця, засідаючого у славі в оточенні вчителів церкви і його розписи вважалися згодом, які не поступалися за якістю роботам Андреа у той же каплиці. І дійсно, якби Нікколо, який зробив мало речей, але виключно хороші, отримував стільки ж радостей від живопису, як від гри зі зброєю, з нього вийшов би відмінний художник і він довше б прожив на цьому світі, бо, тримаючи при собі зброю та маючи багато ворогів, якось, повертаючись з роботи, на нього напали та зрадницькі вбили. Наскільки мені відомо, від нього не залишилось інших речей, якщо не враховувати ще одне зображення Бога-отця у каплиці Урбана Префекта.— Джорджо Вазарі. Жизнеописание Андреа Мантеньи, мантуанского живописца
Піццоло встиг за коротке життя створити не так багато творів. Вже Вазарі міг назвати з упевненістю лише дві його достовірні роботи — зображення Бога-отця в церкві августинських братів-пустельників та в каплиці Урбана Префекта. З часом роботи Піццоло відійшли в тінь плідніших майстрів. 11 березня 1944 року фрески Піццоло в каплиці Оветарі були зруйновані під час союзного бомбардування. Фрагменти барвистого шару були дбайливо зібрані, але відновлення фресок є проблематичним.
Інтерес до творчості Нікколо Піццоло відродився лише у XX столітті. Італійський мистецтвознавець Ригоні привернув увагу до його творчості, у СРСР перша велика стаття про нього Н. В. Ніколаєвої вийшла у 1976 році.
Джузеппе Фіокко вважав, що у галузі скульптури Піццоло став «справжнім засновником» падуанської скульптури XV століття.

## Галерея

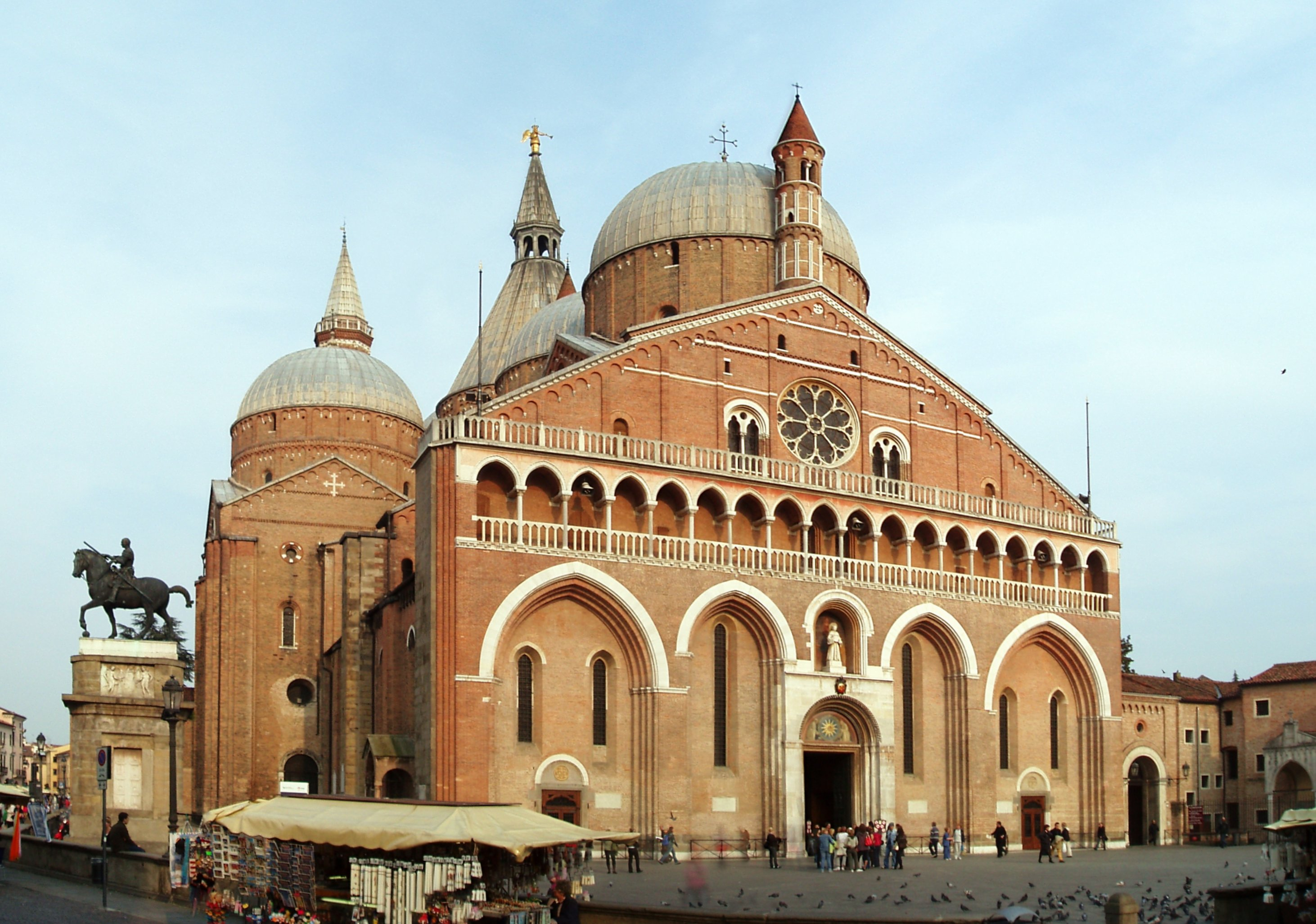
Базиліка Святого Антонія в Падуї
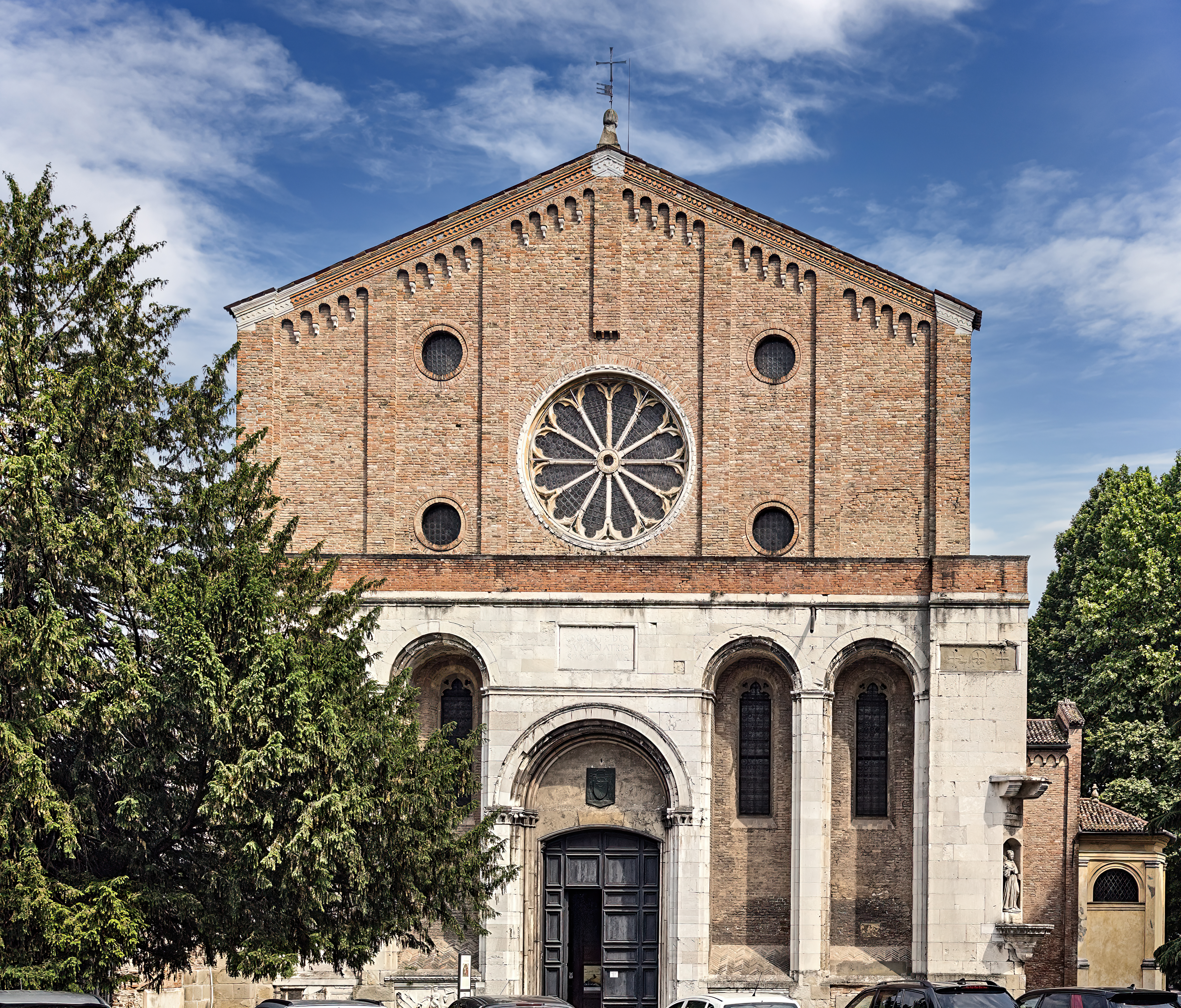
Каплиця Оветарі
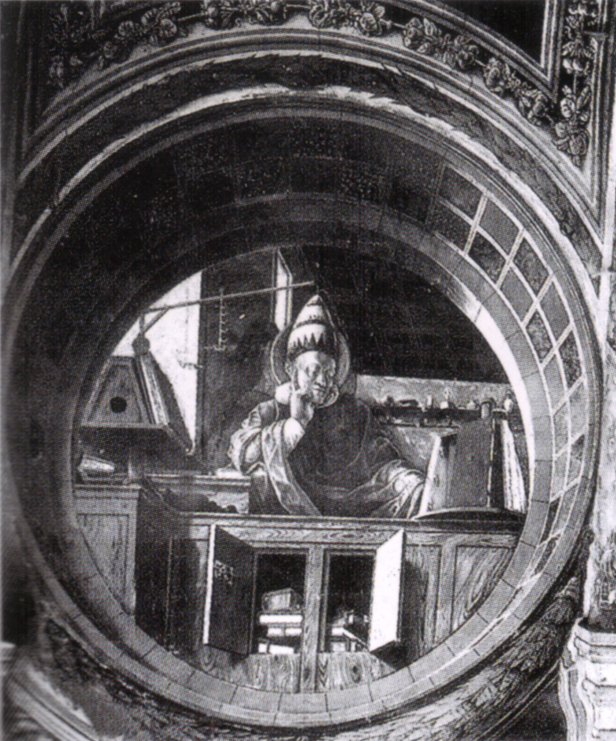
Нікколо Піццоло. Святий Григорій. Каплиця Оветарі
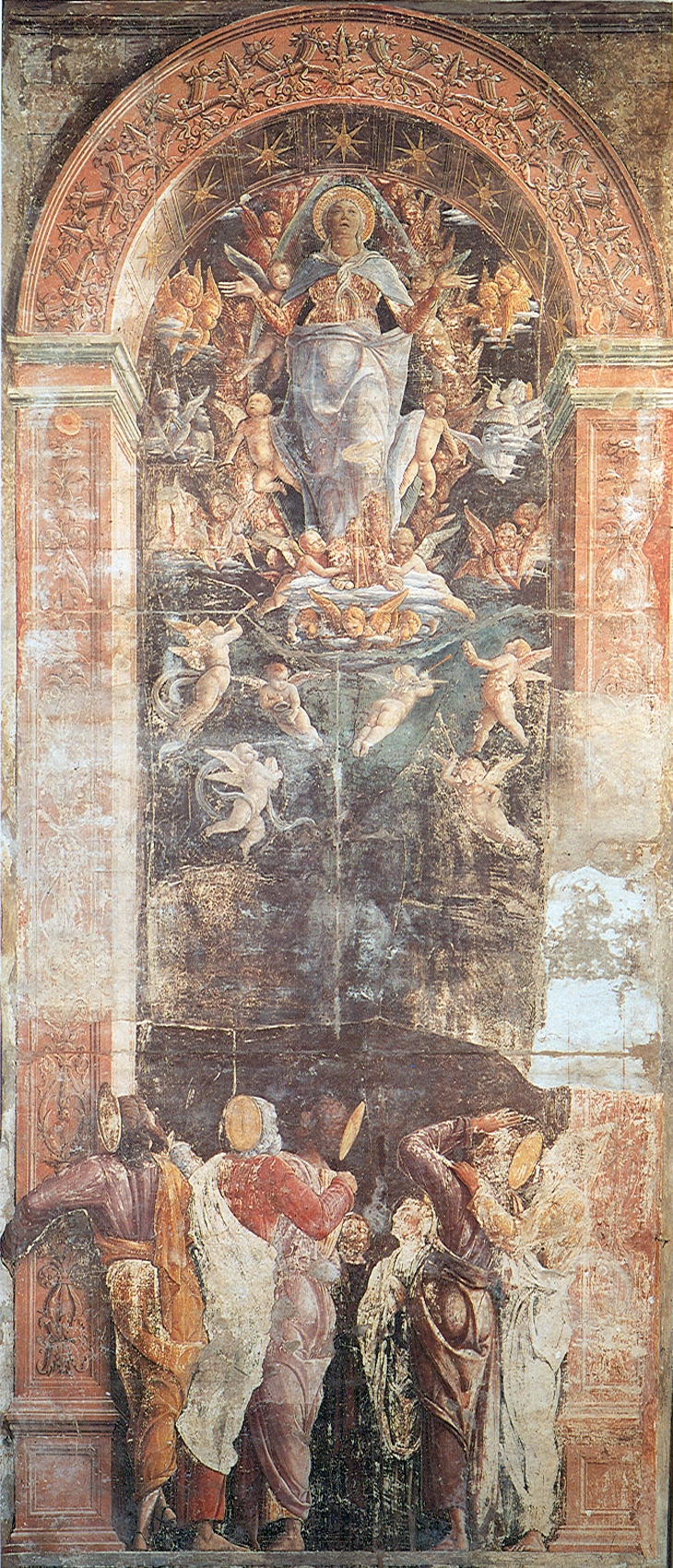
Нікколо Піццоло та Андреа Мантенья. Асунта. Каплиця Оветарі
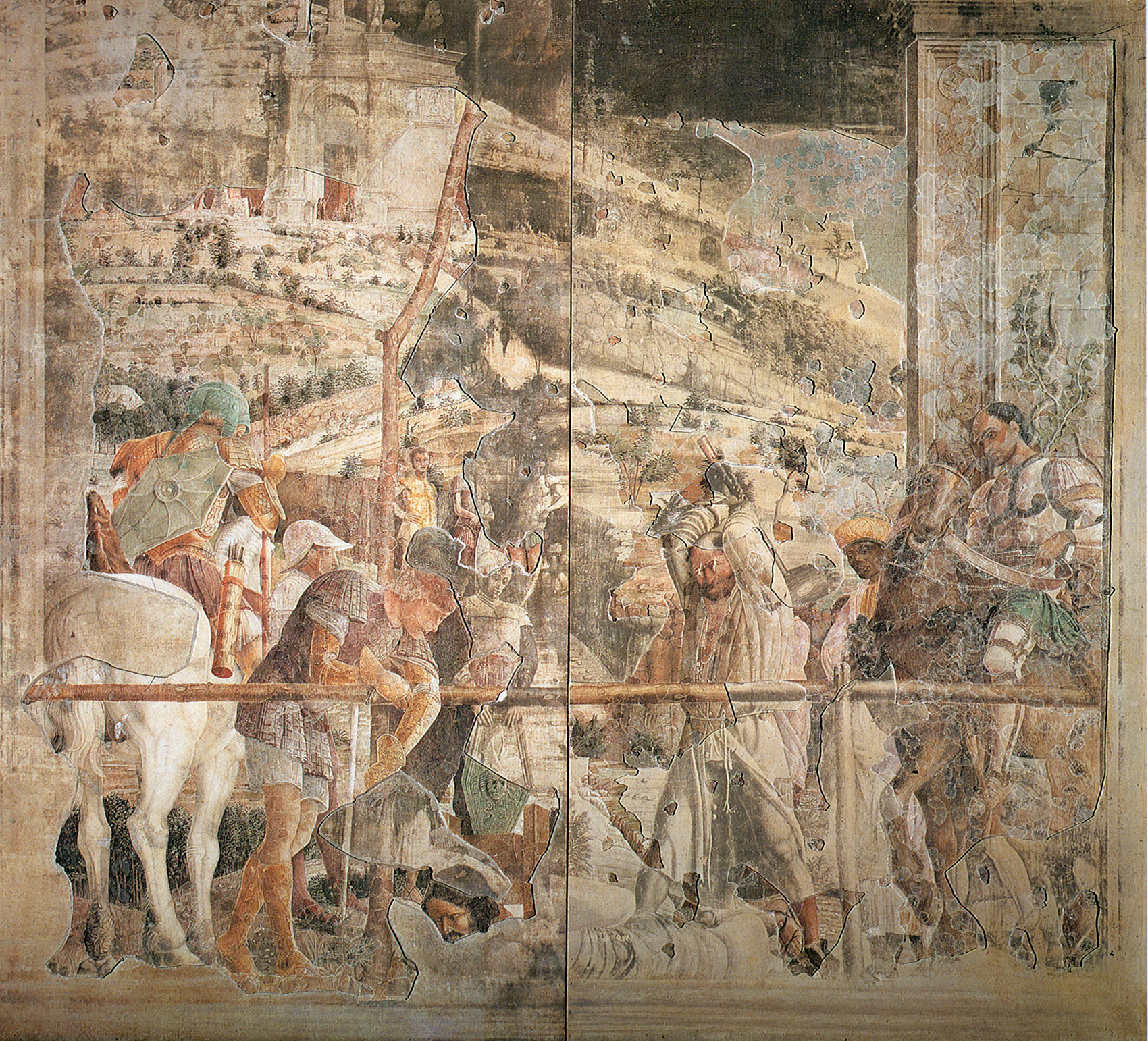
Нікколо Піццоло й Андреа Мантенья. Страта Святого Якова. Каплиця Оветарі
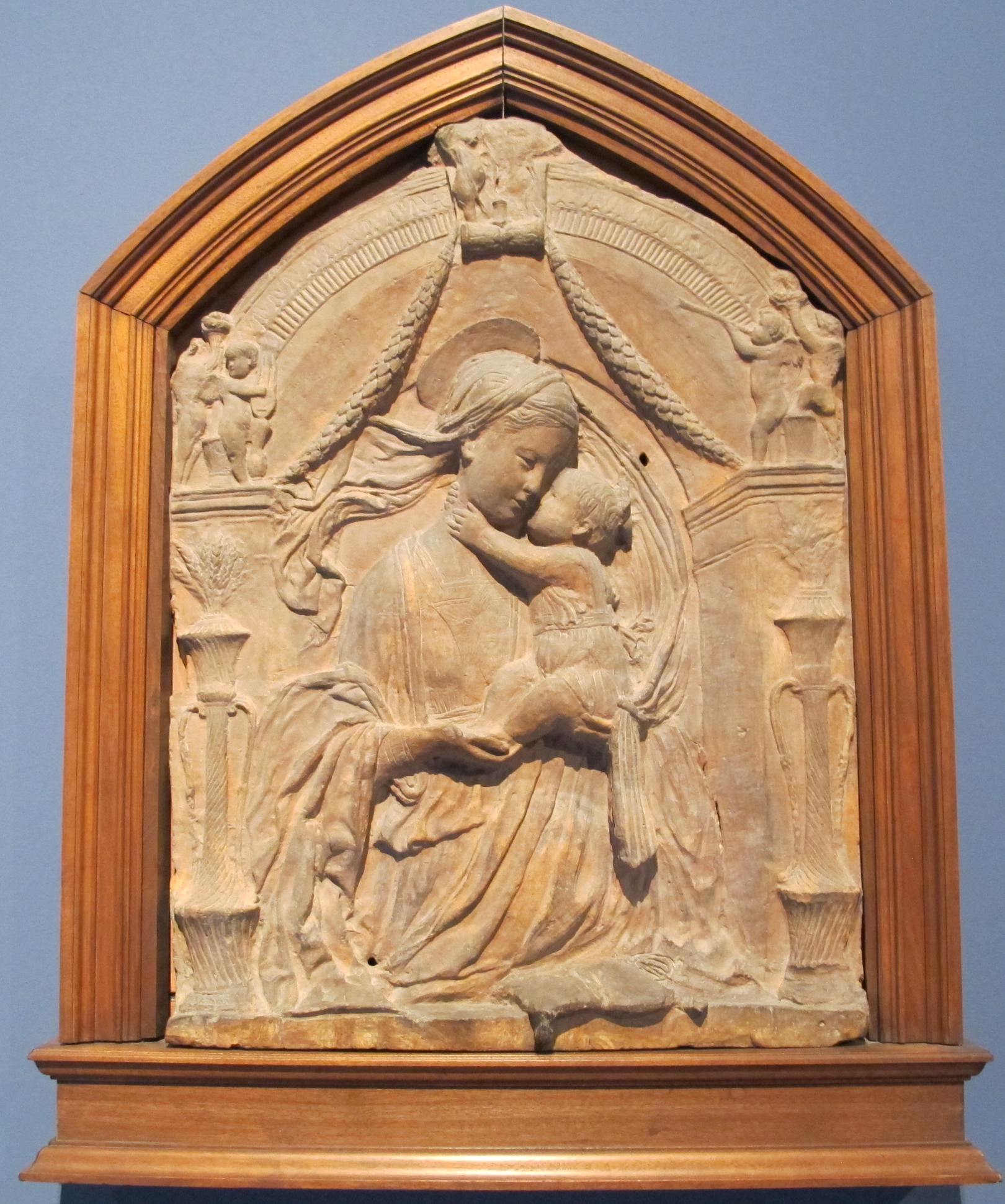
Нікколо Піццоло (?). Мадонна з немовлям. 1450